# Cyathura indica
Cyathura indica là một loài chân đều trong họ Anthuridae. Loài này được Barnard miêu tả khoa học năm 1925.